# Jasiel (województwo podkarpackie)
Jasiel (także Jasełka) – nieistniejąca wieś w gminie Jaśliska, powiecie krośnieńskim, w województwie podkarpackim. Mimo to miejscowość figuruje w rejestrze TERYT. Do 31 grudnia 2016 miejscowość należała do gminy Komańcza w powiecie sanockim w tymże województwie.

## Historia
Wieś królewska  położona na przełomie XVI i XVII wieku w ziemi sanockiej województwa ruskiego, w drugiej połowie XVII wieku należała do tenuty Besko starostwa sanockiego.
Wieś u zbiegu źródłowych potoków rzeki Jasiołki, pod granicznym grzbietem Beskidu Niskiego, powstała w 1559 r. Iasziel, wyesz na wierzchowinie rzeki Iasła ...tha wyesz od sesczi lyath poczeła się szadzicz (1561), Jasieł 1591, wieś Jasiel alias Jasło 1665, łem. Jasełko (1860). W okresie I Rzeczypospolitej Jasiel należała do dóbr koronnych, wchodził w skład klucza beskiego. Po 1772 r. dobra kameralne rządu austriackiego. W 1779 r. rząd austriacki sprzedał wieś w ręce osób prywatnych. W okresie zaborów wieś Jasiel leżała na granicy Węgier i Galicji, pod Beskidem, po obu stronach potoku Jasiel. Graniczyła z wsiami Rudawka Jaśliska oraz Wisłok Wielki (na szczycie góry Kanasiówka, 823 m n.p.m., punkt triangulacyjny do pomiaru Galicji). Pod koniec XIX w. Jasiel należała do księcia Władysława Czartoryskiego. Do 1914 r. starostwo powiatowe w Sanoku, powiat sądowy Bukowsko. W 1898 r. wieś liczyła 347 osób oraz 58 domów. Zamieszkana była głównie przez społeczność łemkowską.
W połowie XIX wieku właścicielem posiadłości tabularnej w Jasielu był Józef Kłopotowski. Na początku XX wieku obszar leśny dóbr książąt Czartoryskich we wsi wynosił 561 ha.
W okresie międzywojennym wieś w powiecie sanockim województwa lwowskiego. W miejscowości stacjonowały placówka Straży Celnej „Jasiel” oraz placówka Straży Granicznej I linii „Jasiel”.
We wrześniu 1944 w walkach z Niemcami w Jasielu zginęło 52 żołnierzy Armii Czerwonej. 20 marca 1946 miała miejsce Zbrodnia w Jasielu, dokonana przez UPA na polskich żołnierzach Wojsk Ochrony Pogranicza i funkcjonariuszach Milicji Obywatelskiej. Nacjonaliści ukraińscy zamordowali także 8 tutejszych Polaków.
Mieszkańców Jasiela wysiedlono w ramach operacji „Wisła”.
W latach sześćdziesiątych XX wieku w Jasielu znajdowało się schronisko PTTK. Obecnie przy drodze widoczne są pozostałości budynków gospodarstwa, prowadzonego tu w latach osiemdziesiątych XX w. przez więźniów. Jasiel należał do parafii łacińskiej w Jaśliskach. Na miejscu znajdowała się drewniana cerkiew greckokatolicka pw. św. Michała Archanioła z 1825.
Na terenie wsi ustanowiono pomniki:
- obelisk z tablicą upamiętniający kurierów beskidzkich działających podczas II wojny światowej[12]. Została ufundowana przez Oddział PTTK w Brzozowie, odsłonięcia dokonali byli kurierzy Jan Łożański i Stanisław Marusarz 13 września 1981[13].
- monument upamiętniający ofiary zbrodni dokonanej przez UPA 20 marca 1946, odsłonięty 17 czerwca 1985[14] (projekt drugiego wykonał Stanisław Bik[15]).

We wsi powstało pole namiotowe.

## Szlaki piesze
- Barwinek – Przełęcz Dukielska (500 m n.p.m.) – Czeremcha – Jasiel – Kanasiówka (823 m n.p.m.) – Garb Średni (822 m n.p.m.)